# Menéame
Menéame é um website e uma rede social baseada na participação comunitária em que os utilizadores registados partilham conteúdo que outros utilizadores no website (registados ou não) podem votar, promovendo os mais votados à página principal tendo em conta um algoritmo que unifica vários parâmetros num único valor numérico denominado internamente por "karma". Semelhante ao Taringa! ou o Digg, do qual o "Menéame" é uma tradução modificada, o website combina social bookmarks, o blogging e web syndication com um sistema de publicação sem editores. Em Abril de 2022, a Alexa Internet apresentava a página como a 7950ª mais visitada no mundo, e a 66ª na Espanha.

## História
Menéame é um projecto inspirado no Digg, em que o conceito em geral é a promoção de notícias por parte dos utilizadores, porém há numerosas diferenças tanto técnicas como de uso.
O projecto começou como uma iniciativa pessoal de Ricardo Galli, professor do departamento de informática da Universidade das Ilhas Baleares, e Benjamí Villoslada, que colabora em todo que respeita a aparência e a imagem do website e assuntos legais ou financeiros.
O software foi desenvolvido do zero utilizando PHP, MySQL e AJAX. Ele fui lançado ao público em 7 de Dezembro de 2005, e distribuído como software livre na licença Affero GPL em 12 de Dezembro de 2005.

## Funcionamento
Quando um utilizador do Menéame partilha uma notícia, esta vai para a uma secção especial chamada "Cola de pendientes" visível para todos os utilizadores e onde será votada por estes. Todos podem votar nas notícias, mas só os utilizadores registados podem dar votos negativos e deixar comentários.
Cada utilizador possui (baseado na sua actividade) um número do 0 ao 20 denominado "karma". Este "karma" ganha-se ou perde-se segundo um algoritmo. O "karma" de todos os utilizadores que votam em uma determinada notícia é somado para obter o "karma" acumulado pela mesma. As notícias que superam o "karma" mínimo requerido são publicadas na página principal. O objectivo do "karma" nos utilizadores é dar mais peso aos votos de aqueles que têm um maior instinto em encontrar notícias populares em comparação com os outros utilizadores, o que teoricamente acelera o processo de selecção de notícias sem desvirtuar o sistema. O algoritmo de "karma" tem sido constantemente modificado e melhorado para optimizar o seu funcionamento.
Os utilizadores registrados têm a opção de denunciar uma notícia com problemas, o que é considerado como um voto negativo.
Se esta acumular um certo número de votos negativos (número que depende da quantidade de votos positivos) o sistema coloca a notícia numa fila especial chamada "Cola de descartadas", onde os utilizadores podem continuar a comentar e a votar, e inclusive (se outros utilizadores votarem nela) pode sair da fila especial. A função desta fila é para dar espaço para notícias que possam ser mais interessantes para os utilizadores do website.

## Menéame e o resto da web
O website faz parte da web 2.0 e inspira-se no estilo do Digg. Em contraste com Digg, Menéame é software livre, publicado numa licença Affero GPL, o que consequentemente resultou em diversos clones sobre diferentes temas e em diferentes idiomas.
Entre estes clones, alguns activos e outros não, estão versões das diferentes línguas faladas na Espanha como:
- em catalão a "La Tafanera";[11]
- em galego o "Chuza!";[12]
- em basco o "Zabaldu".[12]